# Listă de localități din Cáceres, Spania

Harta municipalităților.

Aceasta este o listă a celor 223 de localități cu numărul de locuitori din provincia Cáceres a comunității autonome Extremadura, Spania.
Ca regulă generală, în această provincie conceptul de „municipalitate” tinde să coincidă cu cel de „localitate”, majoritatea orașelor având o primărie proprie. Cu toate acestea, există municipalități formate din mai multe localități, așa cum este cazul în principal în municipalitățile Las Hurdes, în cele din Monfragüe și în cele din zonele irigate.

## Municipalități din prezent
| Nume                      | Populație (2022) | Entitatea de populație |
| ------------------------- | ---------------- | --- |
| Abadía                    | 340              | Abadía |
| Abertura                  | 388              | Abertura |
| Acebo                     | 542              | Acebo |
| Acehúche                  | 816              | Acehúche |
| Aceituna                  | 588              | Aceituna |
| Ahigal                    | 1371             | Ahigal |
| Alagón del Río            | 924              | Alagón del Río El Rincón |
| Albalá                    | 665              | Albalá |
| Alcántara                 | 1361             | Alcántara Estorninos Poblado de Iberdrola |
| Alcollarín                | 269              | Alcollarín |
| Alcuéscar                 | 2470             | Alcuéscar |
| Aldea del Cano            | 617              | Aldea del Cano |
| Aldea del Obispo, La      | 305              | La Aldea del Obispo |
| Aldeacentenera            | 585              | Aldeacentenera |
| Aldeanueva de la Vera     | 2025             | Aldeanueva de la Vera |
| Aldeanueva del Camino     | 742              | Aldeanueva del Camino |
| Aldehuela de Jerte        | 365              | Aldehuela del Jerte |
| Alía                      | 761              | Alía La Calera Guadisa† Pantano de Cíjara Puerto del Rey |
| Aliseda                   | 1751             | Aliseda |
| Almaraz                   | 1687             | Almaraz |
| Almoharín                 | 1782             | Almoharín |
| Arroyo de la Luz          | 5596             | Arroyo de la Luz |
| Arroyomolinos             | 827              | Arroyomolinos |
| Arroyomolinos de la Vera  | 412              | Arroyomolinos de la Vera |
| Baños de Montemayor       | 739              | Baños |
| Barrado                   | 353              | Barrado |
| Belvís de Monroy          | 737              | Belvís de Monroy Casas de Belvís |
| Benquerencia              | 79               | Benquerencia |
| Berrocalejo               | 106              | Berrocalejo |
| Berzocana                 | 404              | Berzocana |
| Bohonal de Ibor           | 491              | Bohonal de Ibor |
| Botija                    | 185              | Botija |
| Brozas                    | 1774             | Brozas |
| Cabañas del Castillo      | 402              | Cabañas del Castillo Retamosa Roturas Solana |
| Cabezabellosa             | 343              | Cabezabellosa |
| Cabezuela del Valle       | 2152             | Cabezuela del Valle |
| Cabrero                   | 347              | Cabrero |
| Cáceres                   | 95456            | Cáceres Estación Arroyo-Malpartida Rincón de Ballesteros Valdesalor |
| Cachorrilla               | 91               | Cachorrilla |
| Cadalso                   | 414              | Cadalso |
| Calzadilla                | 473              | Calzadilla |
| Caminomorisco             | 1155             | Caminomorisco Arrolobos Cambrón Cambroncino Dehesilla Huerta Riomalo de Abajo |
| Campillo de Deleitosa     | 81               | Campillo de Deleitosa |
| Campo Lugar               | 822              | Campo Lugar Pizarro |
| Cañamero                  | 1641             | Cañamero |
| Cañaveral                 | 1018             | Cañaveral La Estación Grimaldo |
| Carbajo                   | 196              | Carbajo |
| Carcaboso                 | 1088             | Carcaboso Valderrosas |
| Carrascalejo              | 233              | Carrascalejo |
| Casar de Cáceres          | 4481             | Casar de Cáceres La Perala |
| Casar de Palomero         | 1036             | Casar de Palomero Azabal Pedro-Muñoz Rivera Oveja |
| Casares de las Hurdes     | 374              | Casares de las Hurdes Carabusino Casarrubia Heras Huetre Robledo |
| Casas de Don Antonio      | 184              | Casas de Don Antonio |
| Casas de Don Gómez        | 286              | Casas de Don Gómez |
| Casas de Millán           | 558              | Casas de Millán |
| Casas de Miravete         | 119              | Casas de Miravete |
| Casas del Castañar        | 538              | Casas del Castañar |
| Casas del Monte           | 775              | Casas del Monte |
| Casatejada                | 1342             | Casatejada Baldío |
| Casillas de Coria         | 337              | Casillas de Coria |
| Castañar de Ibor          | 1025             | Castañar de Ibor |
| Ceclavín                  | 1779             | Ceclavín |
| Cedillo                   | 432              | Cedillo |
| Cerezo                    | 151              | Cerezo |
| Cilleros                  | 1590             | Cilleros Parrera† |
| Collado de la Vera        | 237              | Collado Vega de Mesillas† |
| Conquista de la Sierra    | 201              | Conquista de la Sierra |
| Coria                     | 12308            | Coria Puebla de Argeme Rincón del Obispo |
| Cuacos de Yuste           | 828              | Cuacos de Yuste |
| Cumbre, La                | 831              | La Cumbre |
| Deleitosa                 | 675              | Deleitosa |
| Descargamaría             | 106              | Descargamaría |
| Eljas                     | 876              | Eljas El Soto |
| Escurial                  | 869              | Escurial |
| Fresnedoso de Ibor        | 262              | Fresnedoso de Ibor |
| Galisteo                  | 860              | Galisteo Avarientos Fuente del Sapo† Sartalejo Viñuelas Jarilla del Sur† |
| Garciaz                   | 696              | Garciaz |
| Garganta la Olla          | 919              | Garganta la Olla |
| Garganta, La              | 363              | La Garganta |
| Gargantilla               | 379              | Gargantilla |
| Gargüera                  | 177              | Gargüera |
| Garrovillas de Alconétar  | 1988             | Garrovillas de Alconétar |
| Garvín                    | 96               | Garvín de la Jara |
| Gata                      | 1395             | Gata La Moheda de Gata |
| Gordo, El                 | 371              | El Gordo |
| Granja, La                | 326              | La Granja |
| Guadalupe                 | 1787             | Guadalupe |
| Guijo de Coria            | 186              | Guijo de Coria |
| Guijo de Galisteo         | 1525             | Guijo de Galisteo El Batán Valrío |
| Guijo de Granadilla       | 494              | Guijo de Granadilla Pantano de Gabriel y Galán† |
| Guijo de Santa Bárbara    | 382              | Guijo de Santa Bárbara |
| Herguijuela               | 267              | Herguijuela |
| Hernán-Pérez              | 424              | Hernán-Pérez |
| Herrera de Alcántara      | 230              | Herrera de Alcántara |
| Herreruela                | 321              | Herreruela |
| Hervás                    | 3972             | Hervás |
| Higuera de Albalat        | 104              | Higuera de Albalat |
| Hinojal                   | 377              | Hinojal |
| Holguera                  | 618              | Holguera |
| Hoyos                     | 878              | Hoyos |
| Huélaga                   | 212              | Huélaga |
| Ibahernando               | 542              | Ibahernando |
| Jaraicejo                 | 447              | Jaraicejo |
| Jaraíz de la Vera         | 6585             | Jaraíz de la Vera |
| Jarandilla de la Vera     | 2860             | Jarandilla de la Vera |
| Jarilla                   | 137              | Jarilla |
| Jerte                     | 1256             | Jerte |
| Ladrillar                 | 184              | Ladrillar Cabezo Las Mestas Riomalo de Arriba |
| Logrosán                  | 1936             | Logrosán |
| Losar de la Vera          | 2653             | Losar de la Vera |
| Madrigal de la Vera       | 1543             | Madrigal de la Vera |
| Madrigalejo               | 1712             | Madrigalejo |
| Madroñera                 | 2383             | Madroñera |
| Majadas                   | 1312             | Majadas |
| Malpartida de Cáceres     | 4074             | Malpartida de Cáceres |
| Malpartida de Plasencia   | 4635             | Malpartida de Plasencia La Bazagona Haza de la Concepción Palazuelo-Empalme Pantano de Navabuena Urdimalas                                                                          |
| Marchagaz                 | 243              | Marchagaz |
| Mata de Alcántara         | 292              | Mata de Alcántara |
| Membrío                   | 591              | Membrío |
| Mesas de Ibor             | 157              | Mesas de Ibor |
| Miajadas                  | 9458             | Miajadas Alonso de Ojeda Casar de Miajadas |
| Millanes                  | 247              | Millanes |
| Mirabel                   | 662              | Mirabel |
| Mohedas de Granadilla     | 828              | Mohedas de Granadilla |
| Monroy                    | 903              | Monroy |
| Montánchez                | 1628             | Montánchez |
| Montehermoso              | 5666             | Montehermoso Atalaya Valrío |
| Moraleja                  | 6691             | Moraleja |
| Morcillo                  | 362              | Morcillo |
| Navaconcejo               | 2054             | Navaconcejo |
| Navalmoral de la Mata     | 16784            | Navalmoral de la Mata |
| Navalvillar de Ibor       | 387              | Navalvillar de Ibor |
| Navas del Madroño         | 1256             | Navas del Madroño |
| Navezuelas                | 641              | Navezuelas |
| Nuñomoral                 | 1218             | Nuñomoral Aceitunilla Asegur Cerezal El Gasco Fragosa Martilandrán Rubiaco Vegas de Coria                                                                                           |
| Oliva de Plasencia        | 285              | Oliva de Plasencia Almendral |
| Palomero                  | 391              | Palomero |
| Pasarón de la Vera        | 600              | Pasarón de la Vera |
| Pedroso de Acim           | 73               | Pedroso de Acim |
| Peraleda de la Mata       | 1416             | Peraleda de la Mata |
| Peraleda de San Román     | 304              | Peraleda de San Román |
| Perales del Puerto        | 931              | Perales del Puerto |
| Pescueza                  | 125              | Pescueza |
| Pesga, La                 | 1006             | La Pesga |
| Piedras Albas             | 129              | Piedras Albas |
| Pinofranqueado            | 1686             | Pinofranqueado Aldehuela Avellanar Castillo Las Erías Horcajo Mesegal Muela Ovejuela Robledo Sauceda                                                                                |
| Piornal                   | 1503             | Piornal |
| Plasencia                 | 39247            | Plasencia Pradochano San Gil |
| Plasenzuela               | 483              | Plasenzuela |
| Portaje                   | 371              | Portaje |
| Portezuelo                | 219              | Portezuelo |
| Pozuelo de Zarzón         | 437              | Pozuelo de Zarzón |
| Pueblonuevo de Miramontes | 767              | Pueblonuevo de Miramontes |
| Puerto de Santa Cruz      | 277              | Puerto de Santa Cruz |
| Rebollar                  | 200              | Rebollar |
| Riolobos                  | 1197             | Riolobos Pajares de la Rivera |
| Robledillo de Gata        | 86               | Robledillo de Gata |
| Robledillo de la Vera     | 252              | Robledillo de la Vera |
| Robledillo de Trujillo    | 349              | Robledillo de Trujillo |
| Robledollano              | 282              | Robledollano |
| Romangordo                | 255              | Romangordo |
| Rosalejo                  | 1378             | Rosalejo |
| Ruanes                    | 80               | Ruanes |
| Salorino                  | 554              | Salorino |
| Salvatierra de Santiago   | 264              | Salvatierra de Santiago |
| San Martín de Trevejo     | 750              | San Martín de Trevejo |
| Santa Ana                 | 279              | Santa Ana |
| Santa Cruz de la Sierra   | 320              | Santa Cruz de la Sierra |
| Santa Cruz de Paniagua    | 288              | Santa Cruz de Paniagua El Bronco |
| Santa Marta de Magasca    | 302              | Santa Marta de Magasca |
| Santiago de Alcántara     | 475              | Santiago de Alcántara |
| Santiago del Campo        | 239              | Santiago del Campo |
| Santibáñez el Alto        | 342              | Santibáñez el Alto |
| Santibáñez el Bajo        | 734              | Santibáñez el Bajo |
| Saucedilla                | 888              | Saucedilla |
| Segura de Toro            | 177              | Segura de Toro |
| Serradilla                | 1490             | Serradilla Villarreal de San Carlos |
| Serrejón                  | 414              | Serrejón |
| Sierra de Fuentes         | 2020             | Sierra de Fuentes |
| Talaván                   | 789              | Talaván |
| Talaveruela de la Vera    | 307              | Talaveruela de la Vera |
| Talayuela                 | 7266             | Talayuela La Barquilla Barquilla de Pinares El Centenillo Santa María de las Lomas Palancoso                                                                                        |
| Tejeda de Tiétar          | 778              | Tejeda de Tiétar Valdeíñigos |
| Tiétar                    | 869              | Tiétar |
| Toril                     | 154              | Toril La Herguijuela Maulique Mirabel Salto de Torrejón† |
| Tornavacas                | 1017             | Tornavacas |
| Torno, El                 | 847              | El Torno |
| Torre de Don Miguel       | 487              | Torre de Don Miguel |
| Torre de Santa María      | 531              | Torre de Santa María |
| Torrecilla de los Ángeles | 648              | Torrecilla de los Ángeles |
| Torrecillas de la Tiesa   | 1067             | Torrecillas de la Tiesa |
| Torrejón el Rubio         | 532              | Torrejón el Rubio |
| Torrejoncillo             | 2854             | Torrejoncillo Valdencín |
| Torremenga                | 592              | Torremenga |
| Torremocha                | 763              | Torremocha |
| Torreorgaz                | 1673             | Torreorgaz |
| Torrequemada              | 574              | Torrequemada |
| Trujillo                  | 8695             | Trujillo Belén Huertas de la Magdalena Pago de San Clemente |
| Valdastillas              | 323              | Valdastillas |
| Valdecañas de Tajo        | 119              | Valdecañas de Tajo Valdemoreno |
| Valdefuentes              | 1122             | Valdefuentes |
| Valdehúncar               | 185              | Valdehúncar |
| Valdelacasa de Tajo       | 341              | Valdelacasa de Tajo |
| Valdemorales              | 210              | Valdemorales |
| Valdeobispo               | 651              | Valdeobispo |
| Valencia de Alcántara     | 5272             | Valencia de Alcántara Alcorneo La Aceña de la Borrega Las Casiñas Estación de Ferrocarril La Fontañera Las Huertas de Cansa Jola Las Lanchuelas El Pino San Pedro de los Majarretes |
| Valverde de la Vera       | 445              | Valverde de la Vera |
| Valverde del Fresno       | 2162             | Valverde del Fresno |
| Vegaviana                 | 849              | Vegaviana |
| Viandar de la Vera        | 215              | Viandar de la Vera |
| Villa del Campo           | 451              | Villa del Campo |
| Villa del Rey             | 115              | Villa del Rey |
| Villamesías               | 256              | Villamesías |
| Villamiel                 | 392              | Villamiel Trevejo |
| Villanueva de la Sierra   | 476              | Villanueva de la Sierra |
| Villanueva de la Vera     | 2108             | Villanueva de la Vera |
| Villar de Plasencia       | 237              | Villar de Plasencia |
| Villar del Pedroso        | 554              | Villar del Pedroso Navatrasierra |
| Villasbuenas de Gata      | 379              | Villasbuenas de Gata |
| Zarza de Granadilla       | 1803             | Zarza de Granadilla Granadilla† |
| Zarza de Montánchez       | 516              | Zarza de Montánchez |
| Zarza la Mayor            | 1176             | Zarza la Mayor |
| Zorita                    | 1297             | Zorita |

## Municipalități dispărute
În această provincie au existat următoarele localități, în prezent dispărute:
- Arco: oraș istoric care a fost municipalitate până în 1963, când a ajuns să fie considerat un cartier din Cañaveral;
- El Bronco: sat care a fost municipalitate în a doua treime a secolului al XIX-lea, devenind un district din Santa Cruz de Paniagua între 1877 și 1887;
- Starlings: un oraș care a fost încorporat în municipalitatea Alcántara în anii 1970;
- Granadilla: oraș ale cărui terenuri au fost inundate de lacul de acumulare Gabriel y Galán în 1965. Teritoriul său a fost împărțit între Mohedas de Granadilla și Zarza de Granadilla. Alagón del Río se consideră moștenitorul său istoric;
- Grimaldo: oraș istoric care a aparținut municipalității Holguera din anii 1840 până la dictatura lui Primo de Rivera. Apare ca municipalitate în recensămintele din a doua treime a secolului al XX-lea. În prezent e inclus în Cañaveral;
- Pino de Valencia: district din Valencia de Alcántara care a fost pentru scurt timp localitate autonomă în secolul al XIX-lea. El apare în recensământ abia în 1857;
- Rivera Oveja: a fost municipalitate până în primii ani ai secolului al XX-lea, iar de atunci e inclus în Casar de Palomero;
- Talavera la Vieja: localitate antică de origine romană ale cărei terenuri au fost inundate de lacul de acumulare Valdecañas în 1965. Teritoriul ei a fost împărțit între Bohonal de Ibor și Peraleda de San Román. Rosalejo se consideră moștenitorul istoric al localității;
- Torviscoso: depopulat al cărei localități a fost integrată în anii 1950 în teritoriul municipal al Peraleda de la Mata;
- Trevejo: district din Villamiel care a fost pentru scurt timp localitate în două perioade, la mijlocul secolului al XIX-lea și la mijlocul secolului al XX-lea.

În plus, există câteva localități care au existat doar pentru scurt timp în anii 1830, nefiind incluse în primul recensământ din 1842: Araya, Asperilla, La Calera, Corchuelas, Espadañal, Navatrasierra, Puebla de Naciados, Retamosa, Roturas, Solana, Vadillo și Villareal de San Carlos.